# バトル・ロワイアル 天使たちの国境
『バトル・ロワイアル 天使たちの国境』（バトル・ロワイアル てんしたちのこっきょう、BATTLE ROYALE Angels' Border）は、原作：高見広春、漫画：大西実生子、小熊陽平による日本の漫画作品。『ヤングチャンピオン』（秋田書店）にて、2011年No.3から同年No.21まで連載された。

## 概要
高見広春の小説『バトル・ロワイアル』を、作中ではあまり掘り下げて描かれなかった谷沢はるかや松井知里の視点から描いたスピンオフ作品である。灯台に立て籠もった6人の少女を中心に描いており、また谷沢はるかや松井知里の心の内や秘めた想いなどが詳しく描写されている。
Episode.1では大西実生子の作画で谷沢はるかを主人公にしたストーリーを、Episode.2では小熊陽平の作画で松井知里視点のエピソードが描かれる。
過去に『ヤングチャンピオン』で連載されていた田口雅之版の劇画とは違い、教官名は原作と同じ坂持で、基本的なストーリーも原作小説に沿っている。
単行本の巻末には、高見広春による書き下ろしシナリオが掲載されている。

## あらすじ
プログラム。それは、全体主義国家・大東亜共和国が毎年行っている軍事実験。中学3年生の学級1つが無作為に選びだされ、クラスメイト同士でたった1つの生き残りの椅子をかけて殺し合うというものだ。そして、修学旅行に行くバスに乗っていた香川県城岩町立城岩中学校3年B組の生徒たちが、今回のプログラムに選ばれた。
ゲームの開始直後、女子12番・谷沢はるかと女子02番・内海幸枝は合流し、さらに女子16番・中川有香、女子17番・野田聡美、女子19番・松井知里のクラスメイト3人を仲間に加えた。
5人の女子は、ゲームの舞台である島をさまよった後、海辺の灯台に辿り着く。そこには水、レトルト食品、固形燃料などがあり、籠城するには最適だったため、内海たちは灯台に近付くクラスメイトを警戒しながら立て籠もることにした。その間にもゲームは進行し、それに伴い死んでいったクラスメイト達の名前が発表されていく。そんな中、2人のクラスメイトが灯台の近くに現れた。
1人は女子09番・榊祐子。5人の女子は半ば錯乱状態だった榊祐子を灯台に招き入れ保護し、内海を中心とした女子グループは6人になった。
もう1人は男子15番・七原秋也。榊祐子を保護した約4時間後、重傷を負った七原秋也が近くの斜面から滑り落ちてきたのだ。七原を中に入れるのに榊は強硬に反対したが、鍵のかかる部屋に監禁するという条件で彼を灯台の中へ運び入れて介抱することになった。
七原秋也が意識を取り戻すころ、中川有香が七原のためによそったクリームシチューを一口味見をした。この時、5月23日午後1時8分。天使たちが作った小さな国の崩壊が始まった。

## 登場人物

### 城岩中学校3年B組女子
谷沢 はるか（たにざわ はるか）
「Episode.1」の主人公。女子12番。髪をショートカットにしたボーイッシュな少女。長身で、バレーボール部ではアタッカーを務める。内海幸枝に同性愛的な恋愛感情を抱いて片想いしているが、その気持ちは隠している。支給武器はトンカチ。
松井 知里（まつい ちさと）
「Episode.2」の主人公。女子19番。大人しい性格であまり目立たない。外国に興味があり英語を熱心に勉強している。共和国防衛婦人会の習い事に通いながら文化使節団として外国に行くことを目指している。
内海 幸枝（うつみ ゆきえ）
女子02番。クラス委員長。黒い髪を三つ編みにした少女。谷沢はるかの想い人だが、彼女の気持ちには気付いていない。父親は共和国防衛軍の軍人だが、学校ではそのことを知っている者はほとんどいない。はるかとは小学校のころからのバレーボールのチームメイトで、セッターを務めていた。
榊 祐子（さかき ゆうこ）
女子09番。気弱でおとなしい女の子。七原秋也が大木立道（男子03番）の死体の側に立ち、血まみれの鉈を手にしているところを目撃してしまう。支給武器は警棒と毒薬。
中川 有香（なかがわ ゆか）
女子16番。榊祐子が毒を入れたクリームシチューを口にし、死亡。灯台に立て籠もった少女達の中で最初の死者。
野田 聡美（のだ さとみ）
女子17番。眼鏡をかけた少女。中川有香の死をきっかけに、仲間の中に裏切り者がいるという疑心暗鬼でウージーを振りかざす。

### 城岩中学校3年B組男子
七原 秋也（ななはら しゅうや）
男子15番。『バトル・ロワイアル』の主人公。女子に人気があり、内海も彼に片想いしていた。怪我をして灯台に運び込まれた彼の存在が、立て籠もっていた少女達の惨劇の引き金となってしまう。
三村 信史（みむら しんじ）
男子19番。運動神経がよく、博識な美少年。女の子からモテるプレイボーイ。

### その他
坂持（さかもち）
プログラム担当教官。外見は、武田鉄矢が演じる『3年B組金八先生』の主人公・坂本金八と酷似している。
他、3年B組の生徒達が回想シーンで描かれる。

## 掲載号
- Episode.1 - 『ヤングチャンピオン』2011年No.3 - 8
- Episode.2 - 『ヤングチャンピオン』2011年No.17 - 21

## 書誌情報
- 原作：高見広春、漫画：大西実生子、小熊陽平 『バトル・ロワイアル 天使たちの国境』 秋田書店〈ヤングチャンピオン・コミックス〉、全1巻
  1. 2012年1月20日発売 ISBN 978-4-253-14315-8